# Bruchhausen-Festival

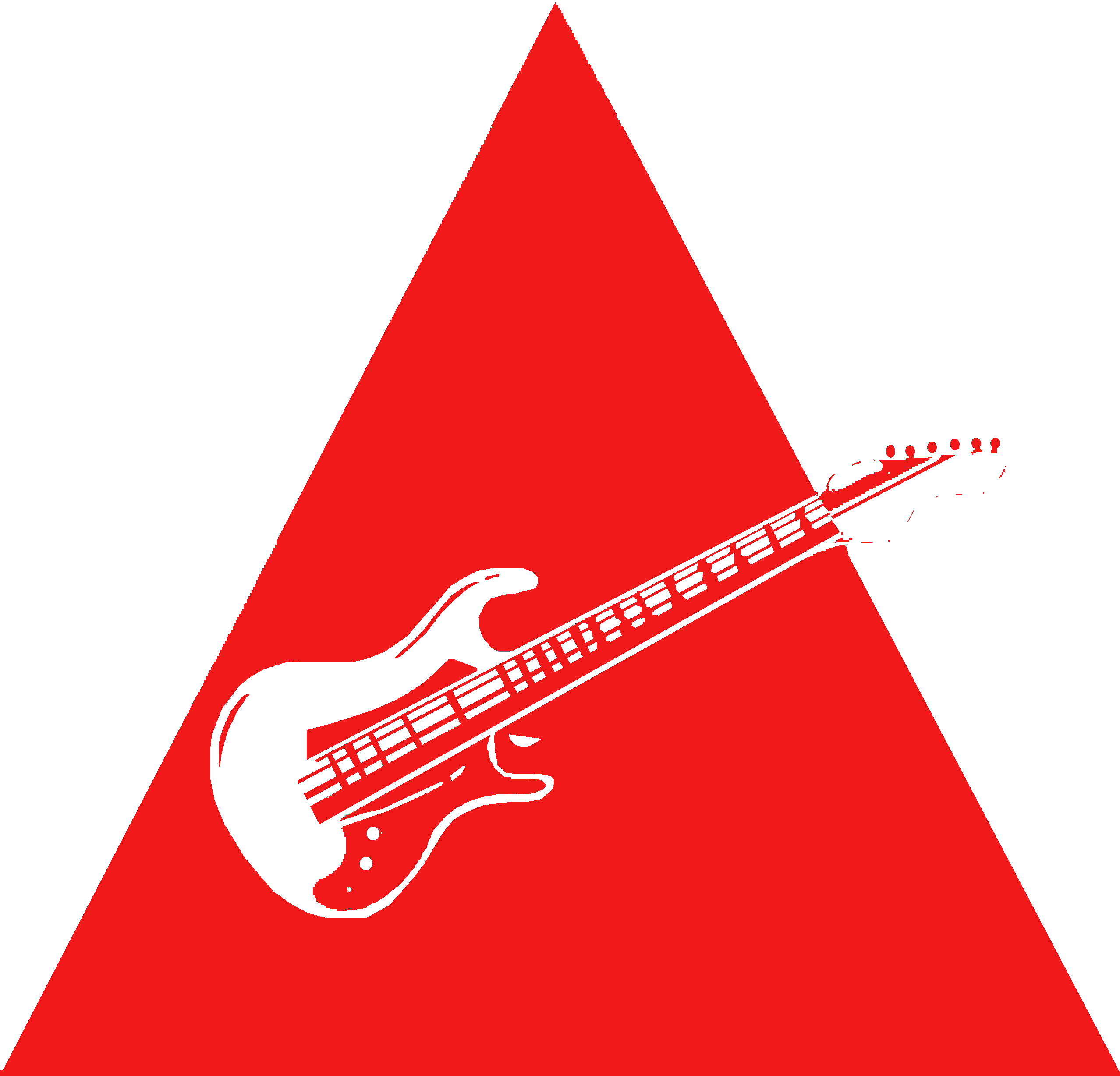
Das Dreieck und die Gitarre als Markenzeichen des Bruchhausen-Festivals

Das Bruchhausen-Festival war ein zwischen 1983 und 1988 abgehaltenes, jährliches Festival, das stets zu Pfingsten in der Gemeinde Bruchhausen-Vilsen in Niedersachsen stattfand. Nahezu alle Spielvarianten der Rockmusik waren auf dem Festival präsent.

## Geschichte
Das Festival entstand aus dem Pfingstfestival in Sulingen, welches 1980 und 1982 mit großem Erfolg vom Stadtjugendring initiiert wurde. Die Idee war das Bruchhausen-Festival im jährlichen Wechsel mit dem Sulinger Pfingst-Open-Air zu veranstalten. Anfänglich nannte sich das Festival deshalb Open Air Festival Sulingen/Bruchhausen-Vilsen.

### Vorgeschichte
In Sulingen wurde in den Jahren 1980 und 1982 ein 3-tägiges Open-Air-Festival zu Pfingsten abgehalten, welches die erwarteten Besucherzahlen bei weitem überstieg. 1980 fanden sich ca. 12.000 Zuhörer ein, 1982 dürfte es etwa das Doppelte gewesen sein. Gesicherte Zahlen gibt es nicht.
1982 kamen weit mehr Zuschauer als erwartet. Dadurch bekamen die Veranstalter Probleme die Verkehrsströme zu kanalisieren und ausreichend sanitäre Anlagen zur Verfügung zu stellen. Nach Beendigung der Veranstaltung regte sich Widerstand gegen das Festival aus der Politik aber auch aus der Jägerschaft oder von Naturschützern. Mitglieder des Sulinger Stadtjugendrings trafen sich mit einigen Musikbegeisterten aus Syke und so kam man auf die Idee das Festival abwechselnd in Bruchhausen-Vilsen und Sulingen zu veranstalten. Aufgrund der Widerstände in Sulingen verblieb das Festival dann aber komplett in Bruchhausen. Sulingen verschwand aus dem Namen und das Festival hieß Bruchhausen-Festival. Veranstalter war von 1983 bis 1987 die Syker Festival Initiative (SyFI) und 1988 die Direkt Konzerte GmbH.

### Erste Erfolge und Wachstum
Trotz guter Zuschauerzahlen in den Anfangsjahren hatte das Festival auch in Bruchhausen-Vilsen mit diversen Problemen seitens der Genehmigungsbehörden, Anwohner und zeitweise dem örtlichen Pastor zu kämpfen. Aber auch hier fanden sich Mitstreiter und so konnte das anfänglich nur zweitägige Festival ab 1986 auf drei Tage verlängert werden. Beim Ende des Festivals scheint das Geld eine Rolle gespielt zu haben.

## Termine und Bands

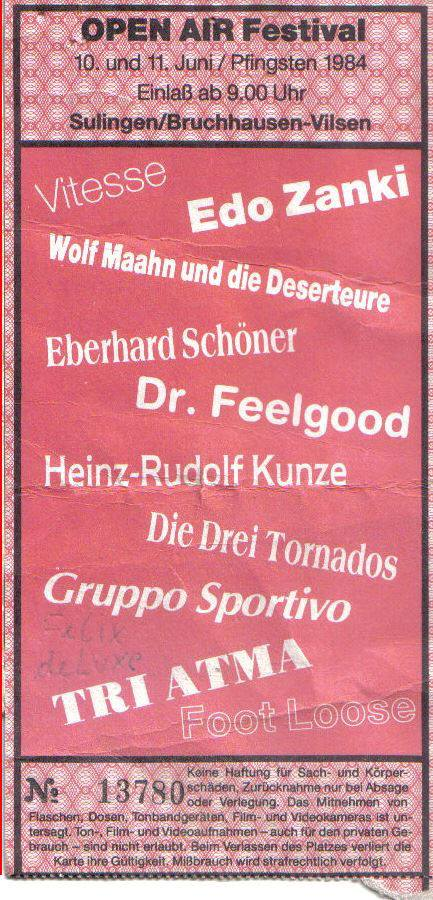
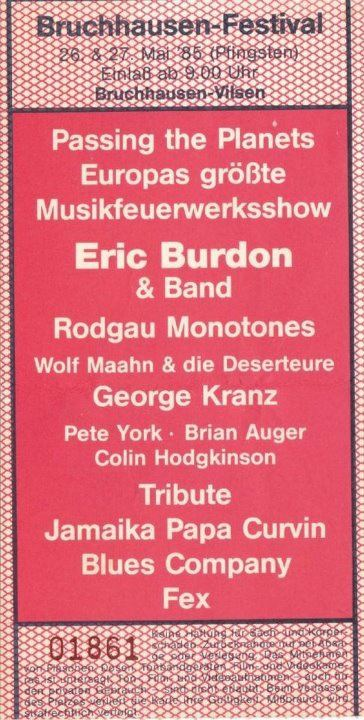
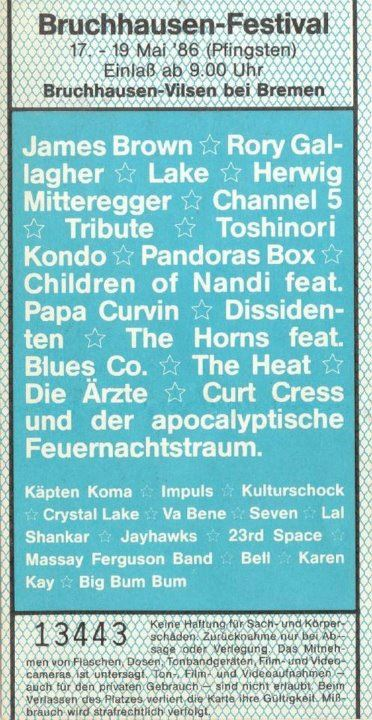
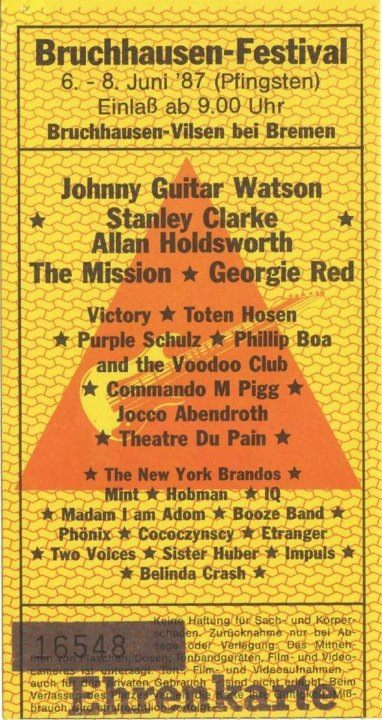
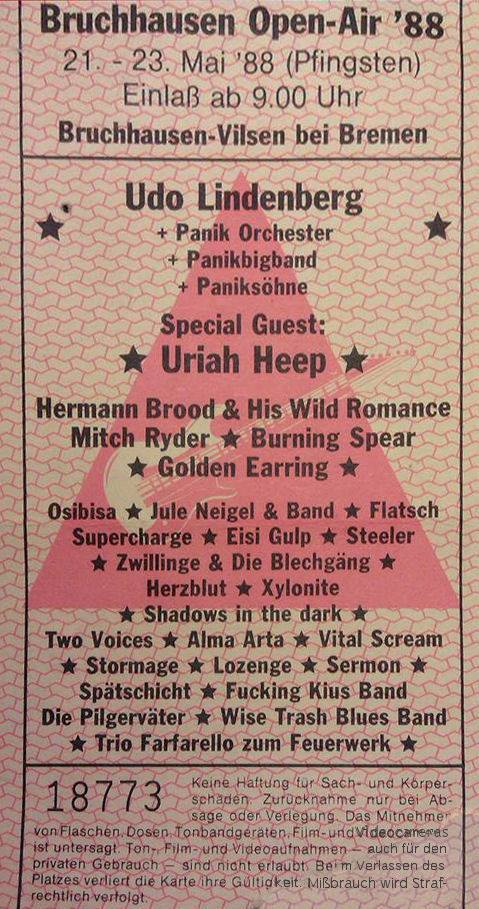

| Datum             | Line-Up (gemäß Ankündigung auf dem jeweiligen Veranstaltungsplakat) |
| ----------------- | --- |
| 25.–26. Mai 1983  | Mother’s Finest, Direkt, Rory Gallagher, Grobschnitt, (Felix de Luxe?), FEE |
| 10.–11. Juni 1984 | Vitesse, Edo Zanki, Wolf Maahn und die Deserteure, Eberhard Schöner, Dr. Feelgood, Heinz-Rudolf Kunze, Die 3 Tornados, Gruppo Sportivo, Tri Atma, Foot Loose, (Felix de Luxe?) |
| 26.–27. Mai 1985  | Eric Burdon & Band, Wolf Maahn und die Deserteure, George Kranz, Rodgau Monotones, Blues Company, Jamaica Papa Curvin, Tribute, Pete York, Brian Auger, Colin Hodgkinson, Fex |
| 17.–19. Mai 1986  | James Brown, Rory Gallagher, Lake, Herwig Mitteregger, Channel 5, Tribute, Toshinori Kondō, Pandoras Box, Children of Nandi feat. Papa Curvin, Dissidenten, The Horns feat. Blues Co., The Heat, Die Ärzte, Curt Cress und der apocalyptische Feuernachtstraum, Kaptain Koma, Impuls, Second Connection, Kulturschock, Crystal Lake, Va Bene, Seven, Lal Shankar, Jayhawks, 23rd Space, Massay Ferguson Band, Bell, Karen Kay, Big Bum Bum |
| 6.–8. Juni 1987   | Johnny Guitar Watson, Stanley Clarke, Allan Holdsworth, The Pogues, Georgie Red, Victory, Phillip Boa and the Voodoo Club, Die Toten Hosen, Purple Schulz, Theatre Du Pain, Commando M Pigg, Jocco Abendroth, The New York Brandos, Mint, Hobman, IQ, Madam I’m Adam, Booze Band, Phönix, Cococzynscy, Etranger, Two Voices, Sister Huber, Impuls, Berlinda Crash                                                                          |
| 21.–23. Mai 1988  | Udo Lindenberg + Panik Orchester, Uriah Heep, Hermann Brood & his wild Romance, Mitch Ryder, Burning Spear, Golden Earring, Osibisa, Jule Neigel & Band, Flatsch, Supercharge, Eisi Gulp, Steeler, Zwillinge & die Blechgäng, Herzblut Xylonite, Shadows in the Dark, Two Voices, Alm Arta, Vital Scream, Stormage, Lozenge, Sermon, Spätschicht, Fucking Kius Band, Die Pilgerväter, Wise Trash Blues Band, Trio Farfarello zum Feuerwerk |

### Gegenwart
Es gibt keine Bestrebungen das Bruchhausen-Festival noch einmal aufleben zu lassen. Seit 2016 findet in Bruchhausen-Vilsen mit dem Hill Of Dreams ein Festival für elektronische Musik statt.

## Organisation

### Von 1983 bis 1987
Kopf des Festivals war ein Organisationsteam, welches sich als eingetragener Verein unter dem Namen „Syker-Festival Initiative e.V.“(kurz SyFI) um die Planung des Festivals kümmerte.
Bei der Durchführung wurde die SyFI u. a. von der Jugendfeuerwehr Bruchhausen-Vilsen, vom örtlichen Roten Kreuz aber auch von den Grundstücksbesitzern der Festivalflächen unterstützt. Weitere Hilfe kam von vielen anderen ehrenamtlichen Helfern und Vereinen, die sich um alle Belange kümmerten, die nicht an externe Dienstleister vergeben wurden.
Ab 1986 gab es neben der Hauptbühne auch noch ein Festzelt mit einer Bühne, in welchem auch Konzerte stattfanden.

### 1988
Direkt-Konzerte GmbH übernahm die Planung für das Festival 1988 und der Name änderte sich in Bruchhausen Open-Air.

## Infrastruktur
1983 und 1984 fand das Bruchhausen-Festival im Autokino Bruchhausen-Vilsen statt. Auf angrenzenden Wiesen stand ausreichen Camping- und Parkfläche zur Verfügung.
Ab 1985 wechselte das Open Air die Straßenseite und fand komplett auf den Bereichen nördlich der L202 zwischen Bruchhausen-Vilsen und Berxen statt. 1987 zog das Festivalgelände etwas weiter Richtung Bruchhöfen und 1988 wurde das letzte Bruchhausen-Festival nördlich der K129 zwischen Bruchhausen-Vilsen und Bruchhöfen veranstaltet.

## Sanitätsdienst
Das örtliche Rote Kreuz und die Jugendfeuerwehr unterstützten das Festival so weit wie möglich. Das Rote Kreuz errichtete ein Sanitätszelt und war stets mit mehreren Helfern und Fahrzeugen vor Ort.

## Höhepunkte, Besonderheiten und Programmänderungen
- 1985

Das Konzert von Wolf Maahn musste wegen eines starken Gewitter in Verbindung mit Sturmböen abgesagt werden
- 1986

Am 26. April 1986 geschah die Nuklearkatastrophe von Tschernobyl. Das Open Air startete am 17. Mai, also knapp 4 Wochen später, und wäre fast abgesagt worden.
Einer der am meisten beachteten Höhepunkte war sicherlich das Engagement von James Brown im Jahr 1986. In diesem Jahr blieb es das einzige Konzert von James Brown in Deutschland.
- 1987

Anstatt der angekündigten „The Mission“ gab es den legendären Auftritt von „The Pogues“. Aufgrund eines schweren Unwetters mit Sturmböen und Starkregen wurden Teile der Hauptbühne beschädigt und einige Konzerte mussten abgesagt werden.

## Medien
- 1986

Die Fachzeitschrift „MusikExpress“ Jahrgang 1986, Heft 7, S. 49 berichtet über das Bruchhausen-Festival und das James Brown-Konzert
Das Musikmagazin „Spex“ Jahrgang 1986, Heft ?, S. 32 ff berichtet über das Bruchhausen-Festival und das James Brown-Konzert

### Dokumentarfilme
Vom Bruchhausen-Festival 1986 gibt es eine etwa 2-Stündige Dokumentation. In diesem Film gibt es jedoch keinen Konzertmitschnitt des Topacts James Brown, da dieser den Veranstaltern die Videorechte nicht gewährte.

### Live-Konzerte
Live-Alben / Mitschnitte verschiedener Bands
- 1986 – Rory Gallagher, Bruchhausen Open-Air Festival 1986 Konzertmitschnitt mit 12 Stücken
- 1987 – Die Toten Hosen, Ein bunter Abend für eine schwarze Republik – Tour 1987, ca. 95 min
- 1987 – IQ, Konzertmitschnitt ohne Veröffentlichung, 9 Stücke, ca. 60 min